# Paróquia Anglicana de Todos os Santos
A Paróquia Anglicana de Todos os Santos é uma igreja cristã de tradição anglicana, na cidade portuária de Santos, no estado de São Paulo, Brasil. Foi estabelecida em abril de 1918, como uma capelania da Igreja da Inglaterra, com as funções principais tanto de dar suporte à comunidade de anglicanos residentes, como para marinheiros de todas as nacionalidades que passassem pelo porto.
Atualmente, é a única igreja estabelecida na Baixada Santista que está ligada à Comunhão Anglicana e faz parte da Diocese Anglicana de São Paulo, da Igreja Episcopal Anglicana do Brasil.
A missão da Paróquia de Todos os Santos é proclamar Jesus Cristo de uma maneira inclusiva, através do ensino e do jeito anglicano de viver.
Seu atual pároco residente é o Reverendo Dr. Josué Flores.